# ENANA
ENANA E.P. (portugiesisch Empresa Nacional de Exploração de Aeroportos e Navegação Aérea E.P., zu deutsch: Nationale Gesellschaft zum Betrieb von Flughäfen und zur Luftfahrtkontrolle) war ein öffentliches Unternehmen im südwestafrikanischen Land Angola. Zwischen 1980 war ENANA Betreiber der staatlichen angolanischen Flughäfen und kontrollierte den zivilen Luftverkehr des Landes.

## Geschichte

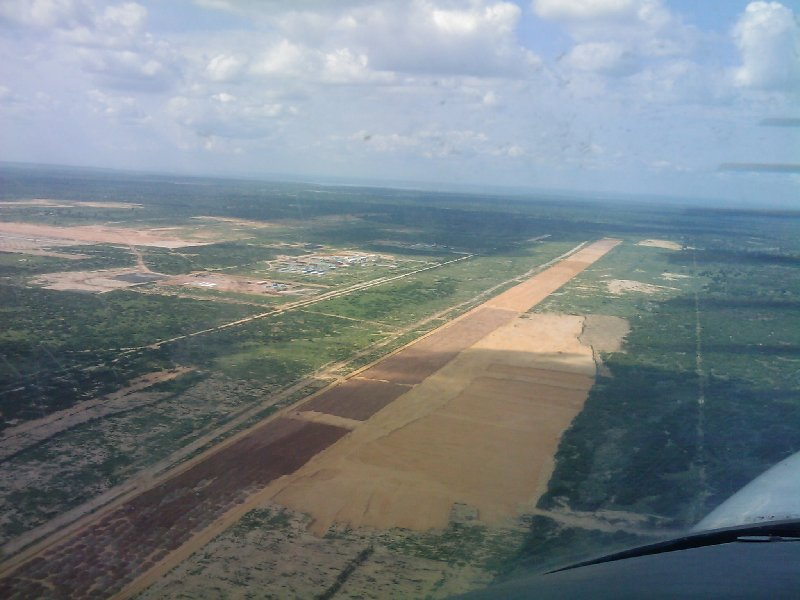
Die Baustelle des zukünftigen Angola International Airports, das größte unter Leitung der ENANA begonnene Bauprojekt (Foto von 2011)

Der Vorgänger der ENANA wurde am 11. Mai 1954 von der portugiesischen Kolonialverwaltung als Behörde unter dem Namen Serviço de Aeronáutica Civil (SAC) geschaffen, als Folge des zunehmenden Luftverkehrs in der damaligen portugiesischen Kolonie Angola.
Nach der Unabhängigkeit Angolas 1975 wurde aus der SAC die Direcção Nacional da Aviação Civil (zu deutsch: Nationale Direktion der Zivilluftfahrt, abgekürzt DNAC). In Abgrenzung zu dieser Behörde, die als Abteilung des Ministeriums verblieb, wurde die ENANA am 13. Februar 1980 auf Grundlage des Dekrets Nr. 14/2008 als eigenständiges Staatsunternehmen gegründet, das dem Verkehrsministerium zwar unterstellt war, aber nicht angehörte. DNAC wurde mit Erlass Nr. 4/05 vom 19. Januar 2005 durch das Instituto Nacional da Aviação Civil (deutsch: Nationales Institut für Zivilluftfahrt, kurz INAVIC) ersetzt, welches zwar eine öffentliche Institution, aber nach Vorbild der ENANA nicht länger ein Teil des Ministeriums war. Auch INAVIC wurde als eigene juristische Person eingerichtet.
Die EU-Kommission kam im Juli 2007 zur Überzeugung, die angolanischen Zivilluftfahrtbehörden seien nicht in der Lage, die Behebung von Sicherheitsmängeln bei unter ihrer Aufsicht stehenden Fluggesellschaften durchzusetzen und die Einhaltung internationaler Standards zu überwachen. Daher standen ab November 2008 sämtliche bei der INAVIC zugelassenen Fluggesellschaften auf der EU-Flugsicherheitsliste und sie unterliegen mit Ausnahme von TAAG Angola Airlines und Heli Malongo bis heute (Anfang 2023) einem Betriebsverbot in der EU.
Ab 2008 betrieb die ENANA verstärkt die Wiederherstellung und Modernisierung der angolanischen Flughäfen, die im angolanischen Bürgerkrieg (1975 bis 2002) mehrfach beschädigt worden waren. Das größte Projekt war der neue Angola International Airport, der später den gegenwärtigen Hauptstadtflughafen Aeroporto Internacional Quatro de Fevereiro entlasten und zu einem regionalen Drehkreuz entwickelt werden soll. Der Fortschritt des an ein Konsortium unter vor allem chinesischer Unternehmen übertragenen Bauprojekts blieb aber aus finanziellen Gründen, wegen Konstruktionsfehlern und Qualitätsmängeln weit hinter den hohen Erwartungen zurück. China International Fund (CIF) wurde als leitendendes Bauunternehmen gegen die Aviation Industry Corporation of China (AVIC) ausgetauscht und es flossen aus China schätzungsweise 6,5 Milliarden US-Dollar Finanzierungshilfe. Schlagzeilen machte das Projekt auch weiterhin für Misswirtschaft und Korruption.
Im Jahr 2019, vor Fertigstellung des neuen Hauptstadtflughafens, wurde die ENANA auf zwei staatliche Nachfolgeunternehmen aufgeteilt: In die Empresa Nacional de Navegação Aérea (ENNA EP) mit Zuständigkeit für Flugsicherung und Navigation und die Sociedade de Gestão de Aeroportos (SGA SA), die den weiteren Ausbau der Infrastruktur und Betrieb der angolanischen Flughäfen übernommen hat. Im September 2021 folgte die Ablösung der INAVIC durch die Autoridade Nacional da Aviação Civil (ANAC).

## Aufgaben

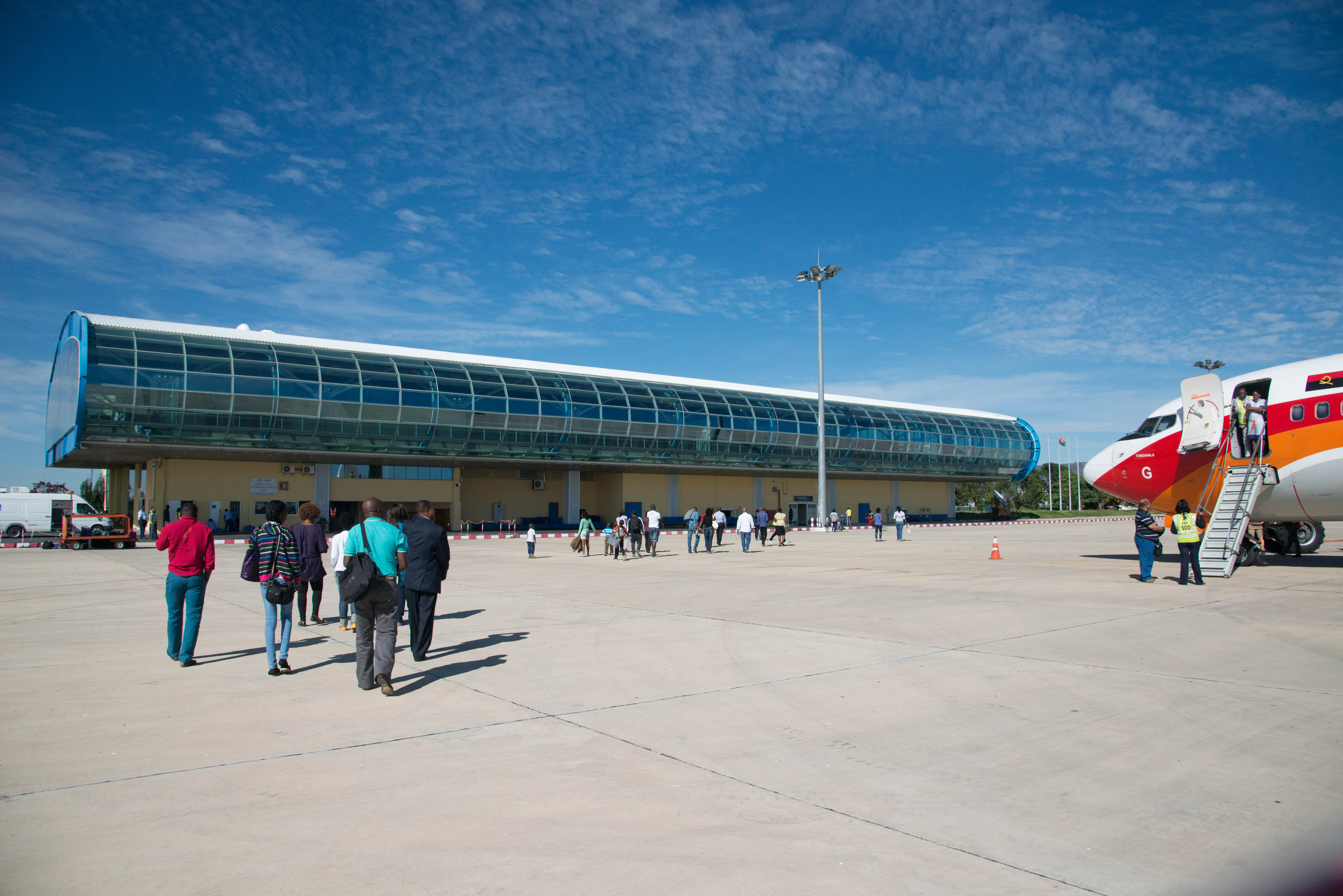
Der unter Verwaltung durch die ENANA modernisierte Flughafen von Lubango im Jahr 2014

Die ENANA war mit drei Aufgabenbereichen betraut:
- Navegação Aéria: Flugsicherung
- Exploração de Aeroportos: Flughafenbetrieb aller angolanischer Flughäfen – sämtlich in staatlichem Besitz, einschließlich deren wirtschaftliche Nutzung und weiterer Ausbau.
- Centro Aeronáutico de Instrução (CAI): Ausbildung und Schulung technischen Personals nach ICAO-Standards, in eigenen Einrichtungen und in Kooperation mit privaten Institutionen. Die Mitgliedschaft in TRAINAIR und eine ISO-Zertifizierung war angestrebt, das Zertifizierungsverfahren konnte aber bis 2019 nicht abgeschlossen werden.